# Lap Power
Lap Power var ett under 1990-talet uppmärksammat börsnoterat företag som sålde persondatorer och datortillbehör. Lap Power, som startades 1990 och började sin verksamhet året efter, ägdes av Claes Wellton Persson. Lap Powers nya ägare försatte bolaget i konkurs år 2000.

## JämO mot Helen Wellton
Företagets annonser där Claes fru Helen Wellton förekom flitigt på bild tillsammans med företagets produkter drog till sig Jämställdhetsombudsmannens (JämO) uppmärksamhet. Annonserna anmäldes två gånger av JämO till Näringslivets etiska råd mot könsdiskriminerande reklam (ERK). Första gången blev hon friad. Den andra gången blev hon fälld för sitt leende, som ERK ansåg "signalerar sexuella inviter".